# Љубљанско барје
Љубљанско барје је најјужнији део Љубљанске котлине којом протиче река Љубљаница. За плеистоцена било је велико плитко језеро, после делимично испуњено наносима са Алпа. Мелиорацијским радовима у XVIII. веку (Грубаров канал) и каснијом изградњом канализационе мреже исушене су мочваре и смањене поплаве. Местимично је пошумљен и ретко насељен крај са малим обрађеним површинама.
У Љубљанском барју откривено је и делом испитано (прва систематска ископавања 1875 ) неколико група сојеничарских насеља из старијег бронзаног доба (код Ига, Нотрањих Горица, Блатне Брезовице, Пресерја и на ужем подручју Љубљане). Поред каменог оруђа најзначајнији део инвентара културе Љубљанског барја је богато орнаментирана керамика (истичу се антропоморфне вазе и глинени женски идол). Та је керамика повезана са вучедолском керамиком у Славонији и источноалпском сојеничарском керамиком касног неолита.